# Haki Korça
Haki Korça (né vers 1916 à Constantinople et mort en février 2006 à l'âge de 89 ans à Toronto) est un joueur de football albanais, qui évoluait au poste d'attaquant.

## Palmarès
KF Tirana
- Championnat d'Albanie (5) :
  - Champion : 1931, 1932[2], 1934[2], 1936 et 1937.
  - Meilleur buteur : 1932 (4 buts).

- Coupe d'Albanie (1) :
  - Vainqueur : 1939.